# راجيف كومار (اقتصادي)
راجيف كومار (بالإنجليزية: Rajiv Kumar)‏ هو اقتصادي هندي، ولد في 6 يوليو 1951.